# Подвійні неприємності
Подвійні неприємності — трилер 1992 року.

## Сюжет
Банда грабіжників коштовностей підставляє під підозру братів-близнюків, один з яких - поліцейський, а другий - зломщик-рецидивіст. Щоб провчити кривдників, вони змушені стати партнерами.

## Акторський склад
| Актор           | Роль            |
| --------------- | --------------- |
| Пітер Пол       | Пітер Джейд     |
| Девід Пол       | Девід Джейд     |
| Родді Макдавелл | Філіп Чемберлен |
| Девід Керрадін  | містер Сі       |
| Стів Каналі     | Кент            |
| Трой Донахью    | Леонард Стюарт  |